# Frasseto
Frasseto é uma comuna francesa na região administrativa de Córsega, no departamento de Córsega do Sul. Estende-se por uma área de 16,61 km². 